# 衛克斯那藝術中心
衛克斯那藝術中心位於俄亥俄州立大學，是當代藝術廊及藝術研究試驗室。它安置新作品並為藝術工作者提供住宿，讓他們給公眾展示表演藝術、電影、錄像及其他視覺藝術。衛克斯那藝術中心在1989年11月開幕，以零售商Limited Brands Inc.創辦人莱斯·韦克斯纳的父親來命名。因為他是中心的最大捐助人。
衛克斯那藝術中心是首個公共建築物由建築師彼得·艾森曼所設計。為了反映當地的歷史，大樓有一些巨塔結構。靈感來自一個像古堡的兵工廠。那個兵工廠在1958年已經被燒毀。中心的設計也包含了白色金屬方格來代表鷹架，以表示未完成的感覺，帶些解構主義建築的味道。

## 创办者
卫克斯那艺术中心在1989年11月开幕，以零售商Limited BrandsInc.创办人莱斯·韦克斯纳的父亲来命名。因为他是中心的最大捐助人。卫克斯那艺术中心是由建筑师彼得·艾森曼所设计的首个公共建筑物。
在这里，各种听众群参与文化体验，增加对当前这个时代艺术的理解。韦克斯纳艺术中心（Wexner Center for the Arts）的功能规划，在恪守创新这一传统的实践任务与坚持大学教育研究和社区服务之任务中保持平衡。

## 创意来源
卫克斯那艺术中心是首个公共建筑物由建筑师彼得·艾森曼所设计。  为了反映当地的历史，大楼有一些巨塔结构。灵感来自一个像古堡的兵工厂。那个兵工厂在1958年已经被烧毁。中心的设计也包含了白色金属方格来代表鹰架，以表示未完成的感觉，带些解构主义建筑的味道。
韦克斯纳艺术中心（Wexner Center for the Arts）的设计包括一个大型的白色金属网架，其脚手架的意味，给了建筑一种与建筑师的解构主义品味相一致的未完成感。
艾森曼也特别注意到俄亥俄州立大学校园道路和哥伦布城市网格的错位，二者间的角度为12.25度，他就是据此设计了建筑所在的网格体系。结果给建筑带来了某些使用功能上的问题 ，但也赢得了公认的建筑学趣味。该中心包含一个影视剧场，一个表演空间，一个影视后期工作室，一个书店，咖啡馆和一个1100平米的画廊